# Marquesado de la Torre del Barco
El  marquesado de la Torre del Barco  es un título nobiliario de las Dos-Sicilias concedido el 23-5-1736 por Carlos VII Rey de las Dos Sicilias, luego  Carlos III Rey de España, por acciones de gran valor en la recuperación del Reino de las Dos Sicilias, a favor de Antonio Belluga y Moncada. El nombre del marquesado elegido por su primer titular junta los apellidos de su abuelo noveno (de la Torre) y el de su madre (del Barco).

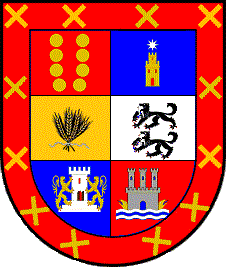
Escudo de la familia Belluga y Moncada.

## Marqueses de la Torre del Barco
|                                         | Titular                                 | Periodo                                 |
| Creación por Carlos VII de Dos Sicilias | Creación por Carlos VII de Dos Sicilias | Creación por Carlos VII de Dos Sicilias |
| --------------------------------------- | --------------------------------------- | --------------------------------------- |
| I                                       | Antonio Belluga y Moncada               | 1736-1770                               |
| II                                      | Ignacio Belluga Tracegnies              | 1770-1805                               |
| III                                     | Fernando Belluga y Valcárcel            | 1805-?                                  |
| IV                                      | María Clara Belluga y LLamas            | ?-?                                     |
| .                                       | Título caducado                         | .                                       |

## Historia de los marqueses de la Torre del Barco
- Antonio Belluga y Moncada.  I Marqués de la Torre del Barco , título de las Dos-Sicilias concedido el  23-5-1736 por Don Carlos VII Rey de las Dos Sicilias, luego Don Carlos III Rey de España, Real Cédula de 20-6-1736 que dice así: "en atención a sus señalados méritos y servicios (por acciones de gran valor en la recuperación del Reino de las Dos Sicilias), y a los de su tio el cardenal Luis Belluga y Moncada, obispo de Cartagena, y en consideración al lustre y nobleza de su familia", teniente coronel del Regimiento de Caballería de Granada, gobernador de Ayamonte, Alcira y Morella. Corregidor de Morella (Castellón) (1765-1770). Falleció en octubre de 1770. Sus padres fueron Antonio Belluga Escavias y Francisca del Barco. Descendiente de micer Pedro Belluga, Señor de Benavides, sexto-nieto del Capitán Juan de la Torre Belluga, Señor de Vélez, Benaidalla y Lagos, Caballero Hijodalgo admitido en Toledo, Granada y Motril; y noveno-nieto de don Alonso González de la Torre, que pasó de Aragón a Castilla con el cargo de Mayordomo del Rey, y caso con doña Francisca Belluga Moncada, de la Casa de los Marqueses de Aytona.

1. Casó con Manuela Tracegnies y Aznar, natural de Figueras (o Siguenza (Guadalajara)), fallecida el 17-I-1791. Padres de:

- Ignacio Belluga Tracegnies, natural de Ayamonte,  II Marqués de la Torre del Barco , Regidor Perpetuo de Motril y primer Regidor por el estado noble de la Villa de Mula. Murió asesinado el 22 de enero de 1805 en Mula (Murcia).

1. Casó con Bárbara de Valcárcel y Melgarejo. Padres de:

- Fernando Belluga y Valcárcel, nacido en Mula el 27-XI-1775,  III Marqués de la Torre del Barco .

1. Casó con Concepción de Llamas y Valcárcel, fallecida el 24-II-1814; hija de José Antonio de Llamas y Mena,  II marqués de Mena Hermosa, y de María Clara de Valcárcel y Melgarejo. Padres de:

- María Clara Belluga y LLamas,  IV Marquesa de la Torre del Barco , nacida en 1803.

1. Casó en primeras nupcias con Joaquín Pérez de los Cobos y Pérez de los Cobos.
2. Casó en segundad nupcias con su cuñado Pedro Pérez de los Cobos y Pérez de los Cobos. C/s.